# کونیفر (کلرادو)
کونیفر (به انگلیسی: Conifer) یک منطقهٔ مسکونی در ایالات متحده آمریکا است که در شهرستان جفرسون، کلرادو واقع شده‌است. کونیفر ۱۹٬۶۸۳ نفر جمعیت دارد و ۲٬۵۲۳ متر بالاتر از سطح دریا واقع شده‌است.